# Харьков, Иван
Иван Харьков (Пустой шаблон {{ВД-Преамбула}} ) — болгарский самбист и дзюдоист, бронзовый призёр первенств Болгарии по дзюдо среди кадетов, юниоров и молодёжи, бронзовый призёр первенств Европы и мира по самбо среди юношей, серебряный призёр первенств Европы и мира по самбо среди юниоров, бронзовый призёр Кубка Европы по самбо 2022 года, серебряный (2021) и бронзовый (2022, 2024) призёр чемпионатов Европы по самбо, чемпион (2023) и бронзовый призёр (2022, 2024) чемпионатов мира по самбо. Выступал в весовой категории до 79 кг. Тренируется под руководством чемпиона и призёра чемпионатов Европы и мира по самбо, призёра чемпионата Европы по дзюдо Ивана Нетова.